# Baluarte (psicoanálisis)
En psicoanálisis, el término baluarte se utiliza para referirse a una formación defensiva del campo psicoanalítico en la que están implicados paciente y analista. Es una estructura cristalizada o una modalidad de relación inamovible entre analista y analizando que obstaculiza el desarrollo del proceso psicoanalítico.
Constituye un refugio inconsciente de fantasías de omnipotencia que ocurren en el campo psicoanalítico. Es una formación artificial, un subproducto de la técnica analítica. Se produce por una complicidad entre ambos protagonistas que ocurre de modo inconsciente y en silencio para proteger una conexión entre ellos que no debe ser develada. El baluarte abarca tanto la resistencia del analizando como la contrarresistencia del analista, quienes están comunicados de manera inconsciente entre sí y operando juntos.
El baluarte produce una cristalización parcial del campo, una neoformación que se constituye alrededor de un montaje fantasmático compartido que incluye zonas importantes de la historia personal de ambos participantes y que le atribuye a cada uno un rol imaginario estereotipado. A veces, el baluarte permanece como un cuerpo extraño estático, en tanto que el proceso analítico sigue, aparentemente, su curso. En algunas situaciones, invade completamente el campo y resta toda funcionalidad al proceso, transformando el campo psicoanalítico en su totalidad en un campo patológico.
Algunas veces el baluarte encubre y defiende un nódulo psicótico del analizando y, su movilización, puede provocar una explosión repentina. Toda formación patológica del campo implica el clivaje de uno de sus sectores, instalándose un proceso que se desarrolla con aparente movilidad cuando, en realidad, ocurre una esterilización del proceso. Uno de los factores más importantes de avance en el análisis es la comprensión por parte del analista de sus respuestas complementarias a modos de trato inconscientes del paciente que se actúan en forma silenciosa en la interacción analítica.  El reconocimiento de este baluarte permite dinamizar el proceso.

## Historia del concepto
El reconocimiento de este baluarte permite dinamizar el proceso.
El término baluarte fue acuñado en psicoanálisis por primera vez, por el profesor Willy Baranger en el año 1957 en su trabajo “El yo y la función de la ideología”, presentado en el Congreso Psicoanalítico de París. Allí remarcaba que la ideología tiende a realizar la integración de las instancias psíquicas y de un sector importante de la realidad. Baranger señala que, durante el análisis, la ideología de un paciente puede transformarse en un baluarte y que, este baluarte, es lo opuesto al trabajo psicoanalítico.
Posteriormente, publicó junto con Madeleine Baranger, el trabajo "La situación analítica como campo dinámico", aparecido en 1961-62 en la Revista Uruguaya de Psicoanálisis. Allí desplegaron el concepto de baluarte en el campo psicoanalítico. En el año 1964, ambos describen la "estereotipia del campo y paralización del insight", desarrollando la patología del campo y la complicidad inconsciente del analista en la constitución del baluarte, en su artículo “El insight en la situación analítica”
El desarrollo del baluarte como una situación perversa en el campo del análisis fue trabajado en 1978 por M. y W. Baranger y Jorge Mom, en el trabajo "Patología de la transferencia y contratransferencia en el psicoanálisis actual", presentado en el Congreso de Psicoanálisis de México.
Más tarde, en 1983, en el 33° Congreso de la Asociación Psicoanalítica Internacional, presentaron: “Proceso y no proceso en el trabajo analítico” donde continuaron desarrollando el concepto de baluarte como patología del campo y del proceso psicoanalítico, más allá de la simbiosis, y que describieron como parasitismo.

### Baluarte en el trabajo analítico
Este concepto está unido al concepto de campo analítico. Cuando Heinrich Racker plantea su idea de contrarresistencia (enlace entre las resistencias de paciente y analista), aclara que cuando ésta se cronifica, se constituye un baluarte en el campo analítico que es sostenido por paciente y analista. Varios fenómenos pueden ser atribuibles a la formación de baluartes, como el “impasse analítico”, “la reacción terapéutica negativa”, y otros.
La segunda mirada del analista le permite tomar consciencia de su parte en el proceso sin que por ello tenga que hacer confesiones contratransferenciales. Al poder transmitir el sentido de la fantasía inconsciente implícita entre ambos, se produce la “desimbiotización” de la pareja analista-analizando. La interpretación del baluarte generará procesos de insight en el paciente y el analista recuperará así la primera mirada más libre del campo analítico.

## Tipos de Baluarte

### Punto ciego en el analista
Cuando el ensayo del clivaje del analizando encuentra una complicidad inconsciente o un punto ciego en el analista, el proceso analítico se vuelve perjudicial y se paraliza.

### Baluarte del analizando
Cuando no se produce ninguna complicidad de parte del analista, el baluarte del analizando ofrece una dificultad del trabajo analítico, o una resistencia, pero no un baluarte dentro del campo. El analizando trata en una forma u otra de burlar la regla fundamental.

### Baluarte del analista y del analizando
Hay casos en que la resistencia-contrarresistencia transforma la dinámica del campo constituyendo un baluarte de analista y analizando. En este caso podemos pensar el baluarte como un fenómeno simbiótico
La forma extrema del baluarte se manifiesta como una patología del campo y del proceso que podría describirse como parasitismo.
Estos modos de presentación del baluarte no son excluyentes unos de otros.
El baluarte es la manifestación clínica más evidente de la compulsión a la repetición, es decir de la pulsión de muerte.